# G.I. Joe (colom)
GI Joe (24 de març de 1943 - 3 de juny de 1961) va ser un colom conegut pels seus mèrits al servei de coloms de l'exèrcit dels Estats Units . L'ocell va ser un dels coloms missatgers fets servir durant la Segona Guerra Mundial amb finalitats de comunicació i reconeixement. G.I. Joe tenia l'etiqueta Pigeon USA43SC6390. Va néixer el març de 1943 a Alger, al nord d'Àfrica i va rebre un entrenament per a coloms viatgers de doble sentit perfeccionat a Fort Monmouth, a Nova Jersey.
Durant la campanya italiana de la Segona Guerra Mundial, el colom GI Joe va salvar la vida dels habitants del poble de Calvi Vecchia, Itàlia, i de les tropes britàniques de la 56a Divisió d'Infanteria de Londres, que l'ocupaven. Prèviament, s'havia sol·licitat suport aeri contra les posicions alemanyes a Calvi Vecchia el 18 d'octubre de 1943. No obstant això, la 169a Brigada d'Infanteria de Londres va atacar i va capturar el poble abans del previst, i no van poder transmetre per ràdio l'avís per cancel·lar l'atac aeri nord-americà previst. El Colom GI Joe va ser enviat com a últim recurs per portar el missatge, i va arribar a la base aèria just a temps per evitar que la força aèria aliada ataqués els seus propis soldats. El GI Joe va volar uns 31 kilòmetres en 20 minuts, just quan els avions es preparaven per enlairar-se cap a l'objectiu. Així, es va salvar la vida de més de 100 persones.
El 4 de novembre del 1946, el general Charles Keightley va lliurar a GI Joe la medalla Dickin al coratge a la Torre de Londres. La citació li atribueix "el vol més destacat fet per un colom missatger de l'exèrcit dels Estats Units a la Segona Guerra Mundial". El guardó també es coneix com l'equivalent a la Creu Victòria o la Medalla d'Honor per als animals. GI Joe va ser el 29è guardonat, i el primer no britànic que va rebre la medalla. El 2019 també va ser premiat pòstumament amb la Medalla de la valentia Animals en guerra i pau.
Després de la Segona Guerra Mundial va ser allotjat al Churchill Loft de l'exèrcit dels Estats Units a Fort Monmouth, a Nova Jersey, juntament amb uns altres 24 coloms heroics. Va morir als jardins zoològics de Detroit amb divuit anys, i va ser dissecat i actualment és exposat al Museu d'Electrònica de Comunicacions de l'exèrcit dels EUA a Fort Monmouth.